# Acme Township (Michigan)
Acme Township ist eine Township im Grand Traverse County im US-Bundesstaat Michigan. Bei der Volkszählung 2020 hatte die Township 4456 Einwohner. Der Name der Township ist vom griechischen Wort Akme abgeleitet.

## Geographie
Nach den Angaben des United States Census Bureau hat die Township eine Fläche von 65,6 km², wovon 65,2 km² auf Land und 0,4 km² (= 0,63 %) auf Gewässer entfallen.
Zur Township gehören die Siedlungen
- Acme, ein gemeindefreies Gebiet an der Kreuzung von U.S. Highway 31 und Michigan State Route 72 am östlichen Arm der Grand Traverse Bay des Michigansees, etwa 15 km östlich von Traverse City bei 44° 46′ N, 85° 30′ W.[3]
- Bates ist eine gemeindefreie Siedlung an der M-72 fünf Kilometer östlich von Acme bei 44° 46′ N, 85° 27′ W.[4]

## Demographie
Zum Zeitpunkt des United States Census 2000 bewohnten Acme 4332 Personen. Die Bevölkerungsdichte betrug 66,5 Personen pro km². Es gab 2215 Wohneinheiten, durchschnittlich 34,0 pro km². Die Bevölkerung Acmes bestand zu 97,30 % aus Weißen, 0,23 % Schwarzen oder African American, 0,28 % Native American, 0,35 % Asian, 0 % Pacific Islander, 1,06 % gaben an, anderen Rassen anzugehören und 0,78 % nannten zwei oder mehr Rassen. 2,10 % der Bevölkerung erklärten, Hispanos oder Latinos jeglicher Rasse zu sein.
Die Bewohner Acmes verteilten sich auf 1667 Haushalte, von denen in 33,4 % Kinder unter 18 Jahren lebten. 65,3 % der Haushalte stellten Verheiratete, 5,8 % hatten einen weiblichen Haushaltsvorstand ohne Ehemann und 26,1 % bildeten keine Familien. 21,3 % der Haushalte bestanden aus Einzelpersonen und in 10,0 % aller Haushalte lebte jemand im Alter von 65 Jahren oder mehr alleine. Die durchschnittliche Haushaltsgröße betrug 2,56 und die durchschnittliche Familiengröße 2,99 Personen.
Die Bevölkerung verteilte sich auf 25,5 % Minderjährige, 6,2 % 18–24-Jährige, 27,1 % 25–44-Jährige, 27,4 % 45–64-Jährige und 13,9 % im Alter von 65 Jahren oder mehr. Das Durchschnittsalter betrug 41 Jahre. Auf jeweils 100 Frauen entfielen 94,1 Männer. Bei den über 18-Jährigen entfielen auf 100 Frauen 94,9 Männer.
Das mittlere Haushaltseinkommen in Acme betrug 50.425 US-Dollar und das mittlere Familieneinkommen erreichte die Höhe von 58.886 US-Dollar. Das Durchschnittseinkommen der Männer betrug 36.201 US-Dollar, gegenüber 26.607 US-Dollar bei den Frauen. Das Pro-Kopf-Einkommen belief sich auf 24.219 US-Dollar. 6,5 % der Bevölkerung und 4,5 % der Familien hatten ein Einkommen unterhalb der Armutsgrenze, davon waren 3,5 % der Minderjährigen und 9,7 % der Altersgruppe 65 Jahre und mehr betroffen.

## Industrie
In Acme ist der Sitz des Unternehmens Kwikee Kwiver. Es ist ein Hersteller von Köchern für Bögen zur Jagd von Wild.